# Corleto Monforte
Corleto Monforte község (comune) Olaszország Campania régiójában, Salerno megyében.

## Fekvése
A település a Cilento és Vallo di Diano Nemzeti Park északkeleti részén fekszik, a Alburni-hegység lábánál. Határai: Auletta, Bellosguardo, Petina, Polla, Roscigno, Sacco, San Pietro al Tanagro, San Rufo, Sant’Angelo a Fasanella, Sant’Arsenio és Teggiano.

## Története
A település neve a latin coryletum szóból ered, amely mogyorót jelent. A Montforte elnevezést a középkori birtokosai után kapta.

## Népessége
A népesség számának alakulása:

## Főbb látnivalói
- a corletói bükkerdő
- az Alburni Természettudományi Múzeum